# Beati pauperes spiritu
Beati pauperes spiritu è una frase tratta dal Vangelo secondo Matteo: 5,3 - «μακάριοι οἱ πτωχοὶ τῶ πνεύματι» - che, tradotta letteralmente, significa: "Beati i poveri di spirito".
È una delle beatitudini pronunziate da Gesù nel famoso discorso della montagna.
La frase è non di rado ripetuta, nel parlar comune, con un senso certamente falso, cioè come se volesse dire "Beati gli sciocchi, quelli di corto ingegno".
L'ablativo spiritu, che la Vulgata del vangelo secondo Matteo (ma non secondo Luca, 6,20 che riporta solo «μακάριοι οἱ πτωχοί», beati pauperes) aggiunge a questa prima beatitudine, ha il valore d'un complemento di limitazione: Gesù dichiara beati quelli che son poveri "in ispirito, nello spirito" (nell'originale greco, τῷ πνεύματι, to(i) pnèumati). Si discute sull'interpretazione di questa limitazione: forse essa intende riferire il concetto di povertà a una disposizione interiore, dell'animo di quanti riconoscono che nulla appartiene a loro stessi, ma tutto a Dio. Secondo altri esegeti l'apparente restrizione esprimerebbe invece, all'opposto, un rafforzamento del concetto: i "poveri in ispirito" sono, secondo questa tesi, quelli che son così derelitti da sentire fin nell'animo il disagio e la vergogna della loro miseria.
Ai poveri, Gesù promette il possesso del "regno di Dio" (secondo Luca; Matteo usa l'espressione sinonima "regno dei cieli").